# Resolutie 1146 Veiligheidsraad Verenigde Naties
Resolutie 1146 van de Veiligheidsraad van de Verenigde Naties was de laatste resolutie van de VN-Veiligheidsraad in 1997 en werd unaniem aangenomen op 23 december dat jaar.

## Achtergrond
Nadat in 1964 geweld was uitgebroken tussen de Griekse- en Turkse bevolkingsgroep op Cyprus stationeerden
de VN de UNFICYP-vredesmacht op het eiland. Die macht wordt sindsdien om het half jaar verlengd. In 1974
bezette Turkije het noorden van Cyprus na een Griekse poging tot staatsgreep. In 1983
werd dat noordelijke deel met Turkse steun van Cyprus afgescheurd. Midden 1990 begon het toetredingsproces van
(Grieks-)Cyprus tot de Europese Unie, maar de EU erkent de Turkse Republiek Noord-Cyprus niet.

## Inhoud

### Waarnemingen
Cyprus stemde wederom in met het behoud van de UNFICYP-vredesmacht. De spanningen langsheen de
staakt-het-vuren-lijn bleven hoog, hoewel het aantal ernstige incidenten de voorbije 6 maanden was
afgenomen. Wel was de bewegingsvrijheid van UNFICYP verder ingeperkt. De onderhandelingen voor een oplossing,
ten slotte, hadden, zelfs na 2 directe gespreksrondes, nog niets opgeleverd.

### Handelingen
Het mandaat van UNFICYP werd verlengd tot 30 juni 1998. Het was van belang dat de partijen snel
instemden met door UNFICYP voorgestelde maatregelen om de spanningen te doen afnemen. Intussen bleef ook de
militaire sterkte in Cyprus toenemen en nam het aantal buitenlandse troepen niet af. Zowel dat aantal als het
defensiebudget van de eilandstaat moesten naar beneden.
De secretaris-generaal plande in maart 1998 een nieuw
onderhandelingsproces. De leiders van beide gemeenschappen op Cyprus werden opgeroepen hieraan mee te werken.
Beide partijen hadden op 31 juli overeenstemming bereikt over vermiste personen in Cyprus. Gesprekken van
gemeenschap tot gemeenschap werden aangemoedigd.

## Verwante resoluties
- Resolutie 1092 Veiligheidsraad Verenigde Naties (1996)
- Resolutie 1117 Veiligheidsraad Verenigde Naties
- Resolutie 1178 Veiligheidsraad Verenigde Naties (1998)
- Resolutie 1179 Veiligheidsraad Verenigde Naties (1998)

Lijst ·  1093 ·  1094 ·  1095 ·  1096 ·  1097 ·  1098 ·  1099 ·  1100 ·  1101 ·  1102 ·  1103 ·  1104 ·  1105 ·  1106 ·  1107 ·  1108 ·  1109 ·  1110 ·  1111 ·  1112 ·  1113 ·  1114 ·  1115 ·  1116 ·  1117 ·  1118 ·  1119 ·  1120 ·  1121 ·  1122 ·  1123 ·  1124 ·  1125 ·  1126 ·  1127 ·  1128 ·  1129 ·  1130 ·  1131 ·  1132 ·  1133 ·  1134 ·  1135 ·  1136 ·  1137 ·  1138 ·  1139 ·  1140 ·  1141 ·  1142 ·  1143 ·  1144 ·  1145 ·  1146